# Spetters
Pour plus de détails, voir Fiche technique et Distribution.
Spetters est un film néerlandais réalisé par Paul Verhoeven et sorti en 1980.

## Synopsis
Dans le contexte âpre et violent de la banlieue de Rotterdam, trois jeunes — Rien, Eef et Hans — sont passionnés de moto-cross et de la star nationale de la discipline, Gerrit Witkamp. Issus de la classe ouvrière, ils rêvent aussi d'ascension sociale et de romance. Surtout quand ils voient arriver la nouvelle vendeuse de frites, Fientje. Celle-ci se rapproche de Rien. Promis à un bel avenir en moto-cross, Rien se blesse fortement et perd l'usage de ses jambes. Anéanti, il rejette la jeune femme qui se rapproche alors de Eef. De son côté, Hans tente de prendre la place laissée vacante par Rien, mais est loin d'avoir son talent de pilote,.

## Fiche technique
Sauf indication contraire, les informations mentionnées dans cette section peuvent être confirmées par la base de données cinématographiques IMDb,  présente dans la section « Liens externes ».
- Titre original et français : Spetters (litt. « Éclaboussures », mais signifie aussi en argot « beaux gosses »)
- Réalisation : Paul Verhoeven
- Scénario : Gerard Soeteman avec la participation non créditée de Jan Wolkers
- Musique : Ton Scherpenzeel
- Photographie : Jost Vacano
- Montage : Ine Schenkkan
- Direction artistique : Peter Jasnai
- Costumes : Yan Tax
- Production : Joop van den Ende
- Sociétés de production : Endemol Entertainment et VSE Film
- Distribution : The Samuel Goldwyn Company (Etats-Unis),  Accattone Distribution (France)
- Pays d'origine :  Pays-Bas
- Langue originale : néerlandais
- Format : couleurs - 1,66:1 - son mono - 35 mm
- Genre : drame, romance, sport
- Durée : 120 minutes
- Dates de sortie[4] :
  - Pays-Bas : 28 février 1980
  - France : 28 octobre 1992

## Distribution
- Hans van Tongeren : Rien
- Renée Soutendijk : Fientje
- Toon Agterberg : Eef
- Maarten Spanjer : Hans
- Marianne Boyer : Maya
- Jeroen Krabbé : Frans Henkhof
- Kitty Courbois : la docteur
- Rutger Hauer : Gerrit Witkamp, le champion de moto-cross

## Production
Le scénario est écrit par Gerard Soeteman avec la participation non créditée de Jan Wolkers. Le financement du film est compliqué car le scénario est jugé trop vulgaire. Il est réécrit pour correspondre aux attentes des fournisseurs. Mais le réalisateur Paul Verhoeven utilisera bel et bien la première version pour le tournage. Le film s'intitule initialement Buddies, avant que la femme de Paul Verhoeven suggère Spetters.
Le tournage a lieu aux Pays-Bas : à Maassluis, Rotterdam, Flardingue, Delft et Eindhoven.

## Accueil
Aux Pays-Bas, le film sera très critiqué à sa sortie. Il est jugé par certaines personnes comme sexiste, homophobe, handicapophobe, anti-catholique, immoral et décadent. Cela convainc Paul Verhoeven de quitter son pays natal quelques années plus tard pour tenter sa chance aux États-Unis. Il avouera que le film lui a aussi appris à se forger une carapace face aux critiques, qui lui sera très utile après la sortie de Showgirls. Paul Verhoeven se défend en déclarant notamment : « Je voulais aller au-delà de ce qui était “normal ”, de ce qu’on voit d’habitude à l’écran. Je voulais montrer les choses vraies, mais généralement laissées de côté. J’avais envie de dire : “Si c’est vrai, je le filme et je le filme comme ça se fait. Je ne ferai pas d’ellipses et je ne filmerai pas de manière à ce qu’on ne voie rien, genre dans le noir ou la pénombre. Je filmerai tel quel." (…) La vie réelle, quoi. »